# Budynek Sądu Okręgowego w Toruniu
Budynek Sądu Okręgowego w Toruniu – neogotycki budynek sądowy, znajdujący się przy ul. Piekary 51 w Toruniu. Jest zbudowany z jasnej cegły. Gmach zbudowano przed 1864 rokiem, następnie w marcu 1880 roku został rozbudowany. Od chwili powstania służy on wymiarowi sprawiedliwości. Budynek figuruje w gminnej ewidencji zabytków (nr 547).